# Рода (остров)
Рода, Руда (араб. الروضة‎ — Ар-Рауда — «Сад») — остров на Ниле, расположен на территории Каира.
Рода административно относится к району Аль-Маниал. На острове сохранились старейшие в стране мусульманские постройки.
На южной оконечности острова расположен ниломер, по которому имеются данные наблюдений с 621 года нашей эры, считается, что это самый длинный в мире ряд систематических измерений.
Также на острове расположены дворец Маниал и несколько корпусов, принадлежавших госпиталю Каирского университета.